# Považský Inovec
Považský Inovec este o arie protejată (arie specială de conservare — SAC, sit de importanță comunitară — SCI) din Slovacia întinsă pe o suprafață de 34,48 ha, integral pe uscat.

## Localizare
Centrul sitului Považský Inovec este situat la coordonatele 48°46′23″N 18°02′14″E / 48.773056°N 18.037222°E.

## Înființare
Situl Považský Inovec a fost declarat sit de importanță comunitară în octombrie 2011 pentru a proteja 24 de specii de animale. Situl a fost protejat și ca arie specială de conservare în august 2011.

## Biodiversitate
Situată în ecoregiunea alpină, aria protejată conține 3 habitate naturale: Păduri pe pante, grohotișuri și ravene de Tilio-Acerion, Păduri de fag Luzulo-Fagetum, Păduri de fag Asperulo-Fagetum.
La baza desemnării sitului se află mai multe specii protejate:
- păsări (23): cocoșul de mesteacăn (Bonasa bonasia), șorecarul comun (Buteo buteo), cojoaica de pădure (Certhia familiaris), porumbel de scorbură (Columba oenas), porumbel gulerat (Columba palumbus), corb (Corvus corax), ciocănitoare cu spate alb (Dendrocopos leucotos), ciocănitoare neagră (Dryocopus martius), măcăleandru (Erithacus rubecula), cinteză (Fringilla coelebs), Parus caeruleus, pițigoi mare (Parus major), pițigoi sur (Parus palustris), codroșul de pădure (Phoenicurus phoenicurus), pitulice de munte (Phylloscopus collybita), pitulice sfârâitoare (Phylloscopus sibilatrix), mugurarul (Pyrrhula pyrrhula), aușel cu cap galben (Regulus regulus), sitar de pădure (Scolopax rusticola), țiclete (Sitta europaea), huhurez mic (Strix aluco), pănțărușul (Troglodytes troglodytes), sturz-cântător (Turdus philomelos)
- nevertebrate (1): Rosalia alpina